# Fatima Ahmed
Fatima Ahmed (sinh năm 1949, Phnom Penh) là một nhà văn người Ý gốc Somalia.

## Tiểu sử
Fatima Ahmed sinh ra ở Phnom Penh, thủ đô của Campuchia, vào năm 1949. Cha bà là một thủy thủ Somalia và mẹ bà là người gốc Việt. Vì cuộc nội chiến ở Campuchia, gia đình Fatima Ahmed đã tìm nơi trú ẩn ở Somalia. Khi họ ở đó, Ahmed đã tham gia vào các chương trình phát thanh, bao gồm cả việc là một diễn giả khách mời tại Radio Mogadishu. Họ sau đó di cư đến Ý. Ở Ý, bà chủ yếu tham gia vào hòa giải văn hóa và làm phiên dịch tiếng Việt. Sau đó, bà trở thành một nhà văn và nhà trung gian văn hóa, người tích cực tham gia vào các cuộc họp, hội thảo, hội nghị và các hoạt động văn hóa liên quan đến bản sắc hậu thực dân. Bài viết của bà chủ yếu là về kinh nghiệm hậu thực dân. Bà đã hợp tác với hiệp hội EKS & TRA trong các tác phẩm văn học cũng như xử lý di cư. Bà ấy   ấn phẩm bao gồm Il Ritorno, Shanti (trong đó bà đã nhận được huy chương từ Tổng thống Cộng hòa Ý) và Gocce di ricordi, cũng giành được giải thưởng văn học. Aukuí là cuốn tiểu thuyết đầu tiên của bà. Bà có ba đứa con với một người chồng Ý. Họ đã sống ở hồ Maggiore từ năm 1989.